# Революционная борьба (организация)
Революционная борьба (греч. Επαναστατικός Αγώνας) — греческая леворадикальная организация, появившаяся в 2003 году и придерживающаяся революционных антиглобалистских и антиамериканских взглядов. По мнению некоторых экспертов является подразделением РО 17 ноября.
В январе 2014 года Никос Дендиас, министр общественного порядка Греции, пообещал четыре миллиона евро за информацию о Никосе Мазиотисе  и Панайоте Рупе. Супругов арестовали в 2010 году, однако через полтора года (максимальный срок задержания в период следствия и суда) отпустили. Оба были обязаны регулярно отмечаться в полицейском участке в Афинах. В последний раз они там побывали летом 2013 года. Их и ещё шестерых соучастников обвиняют в убийстве двух членов  партии «Золотой рассвет». Также в январе из тюрьмы бежал Христодулос Ксирос, член «Революционной организации 17 ноября», позже объявивший о её возрождении.
Панайота Рупа была арестована в Афинах 5 января 2017 года.